# Total Recall
Total Recall är en amerikansk science fiction-film från 1990 i regi av Paul Verhoeven. Filmen är löst baserad på Philip K. Dicks novell We Can Remember It For You Wholesale.

## Handling
Vi befinner oss långt in i framtiden. Byggnadsarbetaren Douglas drömmer om att resa till Mars. Han beger sig till en minnesbank där man kan köpa minnen som implanteras i kroppen. Men någonting går väldigt fel, och Douglas personlighet börjar plötsligt förändras. Vem är han egentligen? Är han byggnadsarbetaren Douglas eller är han den andra personligheten? Och vad är det egentligen med Mars?

## Rollista
- Arnold Schwarzenegger – Douglas Quaid/Hauser
- Rachel Ticotin – Melina
- Sharon Stone – Lori
- Michael Ironside – Richter
- Ronny Cox – Vilos Cohaagen
- Marshall Bell – George/Kuato
- Mel Johnson, Jr. – Benny

## Om filmen
Filmen spelades in på Estudios Churubusco i Mexico City.